# Nyugatészt szigetvilág
A Nyugat-észt szigetvilág avagy Moonsund-szigetek (észtül: Lääne-Eesti saarestik) egy Észtországhoz tartozó szigetcsoport a Balti-tenger keleti felén.

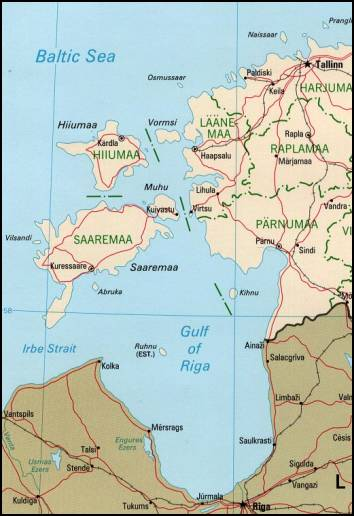
A Rigai öböl a Nyugat-észt szigetekkel

## Szigetei
- Saaremaa (Ösel)
- Hiiumaa (Dagö)
- Muhu (Moon)
- Vormsi (Worms)

valamint további 500 kisebb sziget. A szigetek összterülete mintegy 4000 km². A szigeteket keleten a Moon-szoros (Väinameri) választja el az Észtország törzsterületétől.

## Tengerszorosai
- Voosi kurk Noarootsi-félsziget és Vormsi között
- Hari kurk (Moon-szoros) Vormsi és Hiiumaa között
- Soela väin Hiiumaa és Saaremaa között
- Väike väin (Kis-Sund) Saaremaa és Muhu között
- Suur väin Muhu és a szárazföld között
- Irbe-szoros Saaremaa és Lettország között

Muhu és Saaremaa szigeteket ma egy 3,6 km hosszú gát (Väinatamm) köti össze, melyeken gépjárművek is közlekedhetnek. Két év alatt készült el és 1896. július 27-én adták át. A kontinens és Muhu közti összeköttetés megvalósítása manapság heves viták tárgyát képezi.

## Fordítás
- Ez a szócikk részben vagy egészben  a   Moonsund-Inseln című német Wikipédia-szócikk fordításán alapul.  Az eredeti cikk szerkesztőit annak laptörténete sorolja fel. Ez a jelzés csupán a megfogalmazás eredetét és a szerzői jogokat jelzi, nem szolgál a cikkben szereplő információk forrásmegjelöléseként.